# Чайкинська сільська рада (Новгород-Сіверський район)
Ча́йкинська сільська́ ра́да — адміністративно-територіальна одиниця та орган місцевого самоврядування в Новгород-Сіверському районі Чернігівської області. Адміністративний центр — село Чайкине.

## Загальні відомості
Чайкинська сільська рада утворена у 1918 році.
- Територія ради: 64,37 км²
- Населення ради: 662 особи (станом на 2001 рік)

## Населені пункти
Сільській раді підпорядковані населені пункти:
- с. Чайкине
- с. Аршуки
- с. Карабани
- с. Полюшкине
- с. Ясне

## Склад ради
Рада складається з 12 депутатів та голови.
- Голова ради: Шавша Василь Вікторович
- Секретар ради: Шик Катерина Михайлівна

### Керівний склад попередніх скликань
| Прізвище, ім'я, по батькові | Основні відомості                                                         | Дата обрання | Дата звільнення |
| --------------------------- | ------------------------------------------------------------------------- | ------------ | --------------- |
| Стуканова Людмила Іванівна  | Сільський голова, 1963 року народження, член Партії регіонів              | 26.03.2006   | 31.10.2010      |
| Шавша Василь Вікторович     | Сільський голова, 1964 року народження, освіта вища, член Партії регіонів | 31.10.2010   |                 |

Примітка: таблиця складена за даними сайту Верховної Ради України

### Депутати
За результатами місцевих виборів 2010 року депутатами ради стали:

#### За суб'єктами висування
| Суб'єкт висування | Кількість обраних депутатів | %    |
| ----------------- | --------------------------- | ---- |
| Партія регіонів   | 10                          | 83,3 |
| Самовисування     | 2                           | 16,7 |

#### За округами
| № округу        | Прізвище, ім'я, по батькові        | Дата визнання обраним | Освіта | Партійна приналежність         | Відомості про обраного депутата                          |
| --------------- | ---------------------------------- | --------------------- | ------ | ------------------------------ | -------------------------------------------------------- |
| Партія регіонів |                                    |                       |        |                                |                                                          |
| 2               | Акимова Наталія Іванівна           | 03.11.2010            | вища   | член Партії регіонів           | пенсіонер                                                |
| 3               | Нємцев Григорій Анатолійович       | 03.11.2010            | вища   | член Партії регіонів           | Чайкинській НВК, директор                                |
| 4               | Куценок Лариса Володимирівна       | 03.11.2010            | вища   | член Партії регіонів           | ЗАТ «ММК Сіверський», комірник                           |
| 6               | Дубіна Раїса Романівна             | 03.11.2010            | вища   | член Партії регіонів           | Чайкинська сільська рада, секретар                       |
| 7               | Хіро Юрій Васильович               | 03.11.2010            | вища   | член Партії регіонів           | ЗАТ «ММК Сіверський», начальник газової котельні         |
| 8               | Дубина Раїса Василівна             | 03.11.2010            | вища   | член Партії регіонів           | тимчасово не працює                                      |
| 9               | Завгородня Лідія Миколаївна        | 03.11.2010            | вища   | член Партії регіонів           | Чайкинській НВК, вчитель                                 |
| 10              | Камка Катерина Миколаївна          | 03.11.2010            | вища   | член Партії регіонів           | тимчасово не працює                                      |
| 11              | Шик Катерина Михайлівна            | 03.11.2010            | вища   | член Партії регіонів           | ДП «Новгород — Сіверська лісове господарство», бухгалтер |
| 12              | Бунак Віра Олександрівна           | 03.11.2010            | вища   | член Партії регіонів           | ЗАТ «ММК Сіверський», виробник ковбасних виробів         |
| Самовисування   |                                    |                       |        |                                |                                                          |
| 1               | Комар Олександр Анатолійович       | 03.11.2010            | вища   | член Селянської партії України | ЗАТ «ММК Сіверський», охоронець                          |
| 5               | Шкалаберда Володимир Володимирович | 03.11.2010            | вища   | позапартійний                  | ТОВ АФ ім. Шевченка, електрик                            |